# Egyptská mau
Egyptská mau je přírodní plemeno kočky domácí původem z Egypta. FIFe egyptskou mau řadí do skupiny III, mezi krátkosrsté a somálské kočky.

## Historie

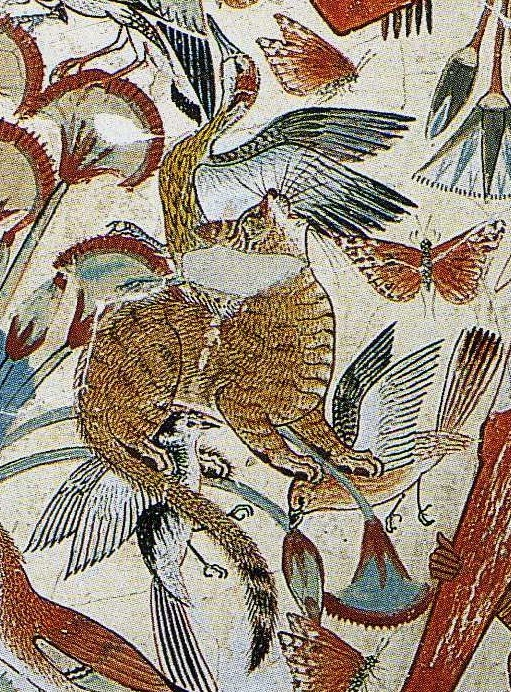
Detail nástěnné malby z hrobky egyptského písaře Nebamuna v Thébách

Jestliže připustíme, že egyptská mau je přímým potomkem koček ze starověkého Egypta, jedná se jednoznačně o nejstarší kočičí plemeno. Dnešní egyptské mau se skutečně velmi podobají kočkám, které vidíme na dochovaných staroegyptských nástěnných malbách. Slovo „mau“ ostatně odkazuje na staroegyptské „mw“, značící kočku.
Novodobá historie egyptské mau začíná v 50. letech dvacátého století. Ruská kněžna Natálie Trubecká (rusky: Наталия Трубецкая) narazila při své cestě po Itálii na neobvyklou skvrnitou kočku. Pátráním po jejím původu zjistila, že kočka pochází z Egypta. Díky svým diplomatickým kontaktům se jí podařilo získat další exempláře přes syrskou ambasádu. První vrhy se v jejím chovu narodily v letech 1953 a 1954. V roce 1956 odcestovala kněžna i s třemi kočkami do USA a založila zde chovnou stanici Fatima. Tím byl položen základ novodobého chovu egyptských mau.
Plemeno bylo uznáno největší americkou chovatelskou organizací CFA v roce 1968, plný status včetně nároku na titul šampióna pak byl egyptské mau přiznán v roce 1977. Chov ovšem stále trpěl malým genpoolem a s tím spojenými riziky příbuzenského křížení. Začátkem 80. let byl do USA dovezen párek egyptských mau chycený v zoo v indickém Dillí. Tyto kočky významně ozdravily americké chovatelské linie, přinesly gen pro lesklou srst a pomohly vylepšit jasnost a kontrast skvrn.
V 80. letech a počátkem 90. let bylo několik exemplářů importováno do USA přímo z Egypta. Kočky z této „egyptské“ linie jsou větší než kočky z „tradiční“ a „indické“ linie a jsou stejně jako kočky z „tradiční“ linie vysoce inteligentní.
Největší evropská chovatelská organizace FIFe egyptskou mau oficiálně uznala až v roce 1994.

## Vzhled

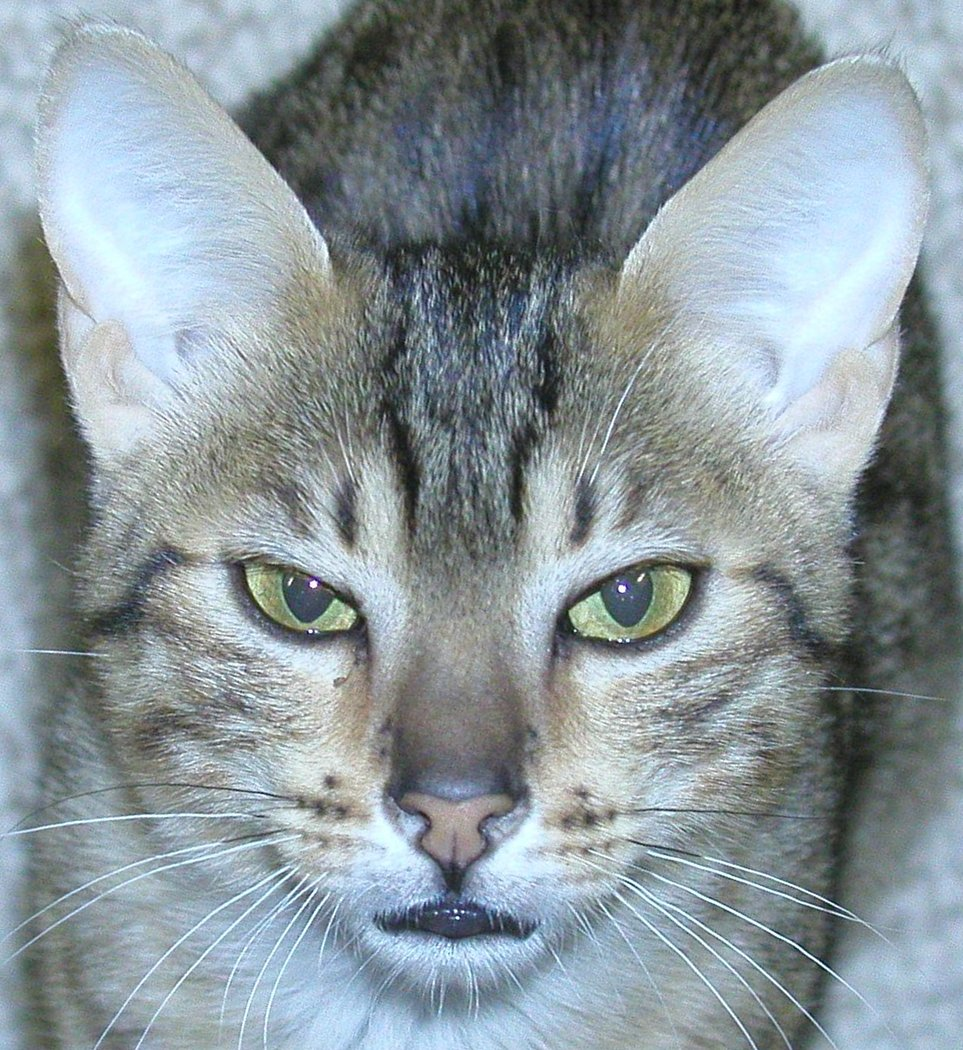
Hlava egyptské mau

### Tělesná stavba
Egyptská mau je středně velká kočka. Tělo je dobře osvalené, kočka působí aktivním dojmem.
Hlava je klínovitá, střední délky, mírně zaoblená, bez rovných ploch. Tváře nejsou plné. Nos je při pohledu zepředu po celé délce stejně široký. Čenich není ani krátký, ani špičatý. Uši jsou větší, široké u základny, vztyčené a mírně zašpičatělé. Mají od sebe přiměřený rozestup, opticky prodlužují plochu hlavy. Chlupy na uších jsou krátké a přiléhající. Chomáčky delších chlupů na špičce ucha (jako u rysa) jsou přípustné. Oči jsou velké, ve tvaru mandlí, ani kulaté ani orientálního typu, lehce sešikmené směrem k uším. Barva očí je světle zelená („angreštová“). Jantarová barva je přípustná pouze u mladých zvířat do stáří 1,5 roku.
Tělo je středně dlouhé, elegantní, svalnaté. Nohy jsou v proporci k tělu, zadní nohy jsou o něco delší. Stojí-li kočka vzpřímeně, působí dojmem, že stojí na špičkách. Tlapky jsou malé, mírně oválné, téměř kulaté. Ocas je středně dlouhý, široký u kořene, mírně zašpičatělý.

### Srst
Srst je krátká a třpytivě lesklá.
U stříbrné a bronzové variety je srst hustá a hebká. Je tak dlouhá, aby bylo možno jasně odlišit 2-3 tmavé pruhy na každém chlupu (ticking), oddělené světlejšími pásy.
U kouřové variety je srst hedvábná a jemná.

### Barva

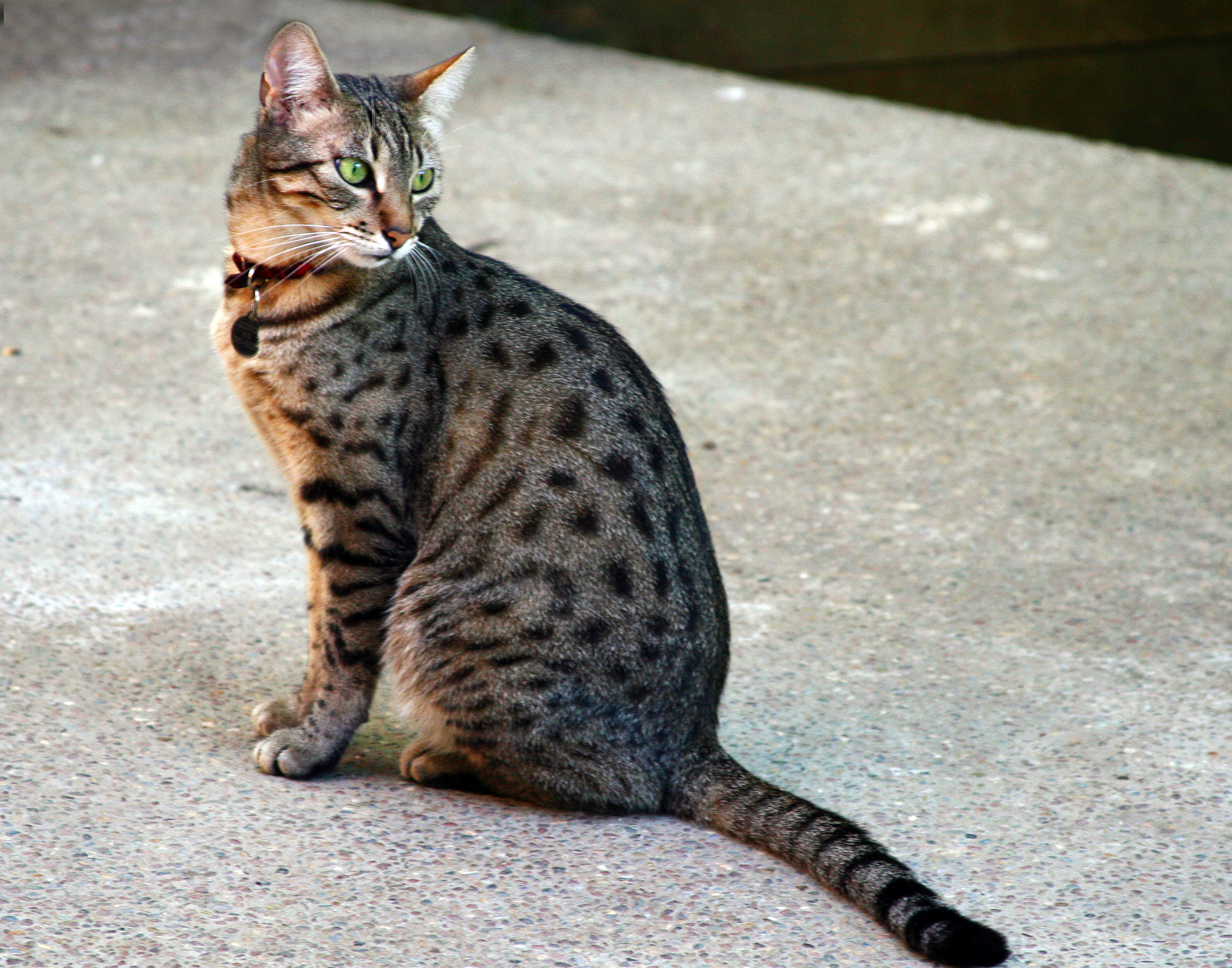
Egyptská mau bronzová

Egyptská mau je skvrnitá kočka. Skvrny (tečky) jsou náhodně rozloženy po těle, různé velikosti i tvaru. Mohou být malé či velké, kulaté, oválné či nepravidelné, vždy však musí být jasně ohraničeny a vzájemně odděleny základní barvou. Zrcadlová shoda zbarvení na obou polovinách těla není nutná. Na krku se nachází jeden nebo více přerušovaných „náhrdelníků“. Na čele je ideálně kresba ve tvaru písmene M. Mezi ušima skvrny formují linie, pokračující přes krk a podél páteře až na ocas. Tyto linie jsou přerušované, složené z protáhlých oválných skvrn. Ocas je výrazně kroužkovaný a končí tmavou, jednobarevnou špičkou. Na horní části předních nohou jsou výrazné pruhy, shoda není vyžadována. Na kyčlích a horních částech stehen skvrny postupně přechází do pruhů, níže jsou pak již výrazné pruhy. Shoda zbarvení na obou končetinách opět není nutná.
FIFe, CFA i TICA uznávají tři základní barvy – stříbrnou, bronzovou a kouřovou. Existují ještě egyptské mau černé či modré (cínové), ty však nemohou být vystavovány.
- stříbrná – základní barva je stříbřitě bílá, na krku a břiše poněkud světlejší; skvrny jsou černé
- bronzová – základní barva je bronzová, tmavší či světlejší (téměř zlatá), krk a břicho mají barvu slonoviny; skvrny jsou tmavě hnědé či červenohnědé (seal)
- kouřová – základní barva je kouřová s cínově zbarvenou podsadou, krk a břicho jsou světlejší než podsada; skvrny jsou „fantómové“, černé barvy

## Povaha
Egyptská mau je velmi inteligentní. Snadno se naučí chodit na vodítku. Je aktivní a zvědavá, má velmi ráda hry a hračky, které s oblibou aportuje. Je přítulná a mazlivá, avšak dokáže být také tvrdohlavá a svou nespokojenost umí dát jasně najevo. V takovém případě pomůže spíše „přemlouvání“ než nucení.
Egyptská mau je velmi vázána na „svou“ osobu. V tomto ohledu dokáže být značně majetnická, stejně jako u svých hraček. Má zpěvný hlas, potěšení či vzrušení dává najevo zvuky připomínajícími smích či ptačí cvrlikání.

## Zajímavosti
- Březost je u egyptské mau ve srovnání s ostatními kočkami neobvykle dlouhá. Zatímco průměrná doba březosti u koček je 63–65 dní, egyptská mau často rodí koťata až po 70 i více dnech.[4][5]
- Mléčné zuby často vypadávají až po prořezání zubů trvalých. Egyptská mau tak může mít v tlamě současně dvě úplné sady zubů. K tomuto stavu může dojít mezi 4–7 měsícem života kočky.[5]
- Egyptská mau často vodu před napitím „testuje“ tlapkou. Říká se, že je to zvyk z dob, kdy tyto kočky žily divoce a močily do vody, aby nezanechaly pachovou stopu případným větším predátorům.[5]

## Galerie

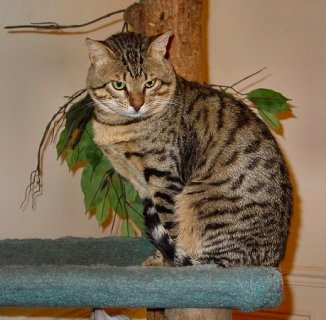
Egyptská mau bronzová
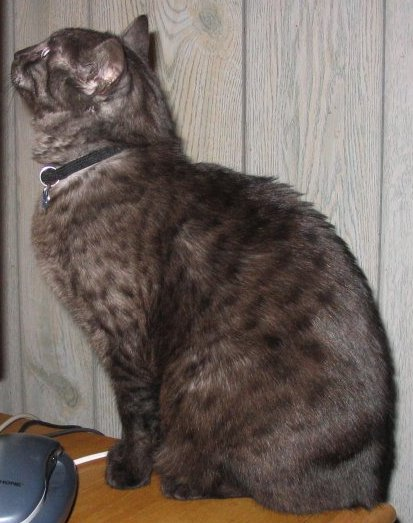
Egyptská mau kouřová
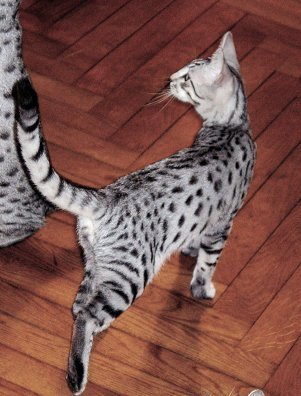
Egyptská mau stříbrná
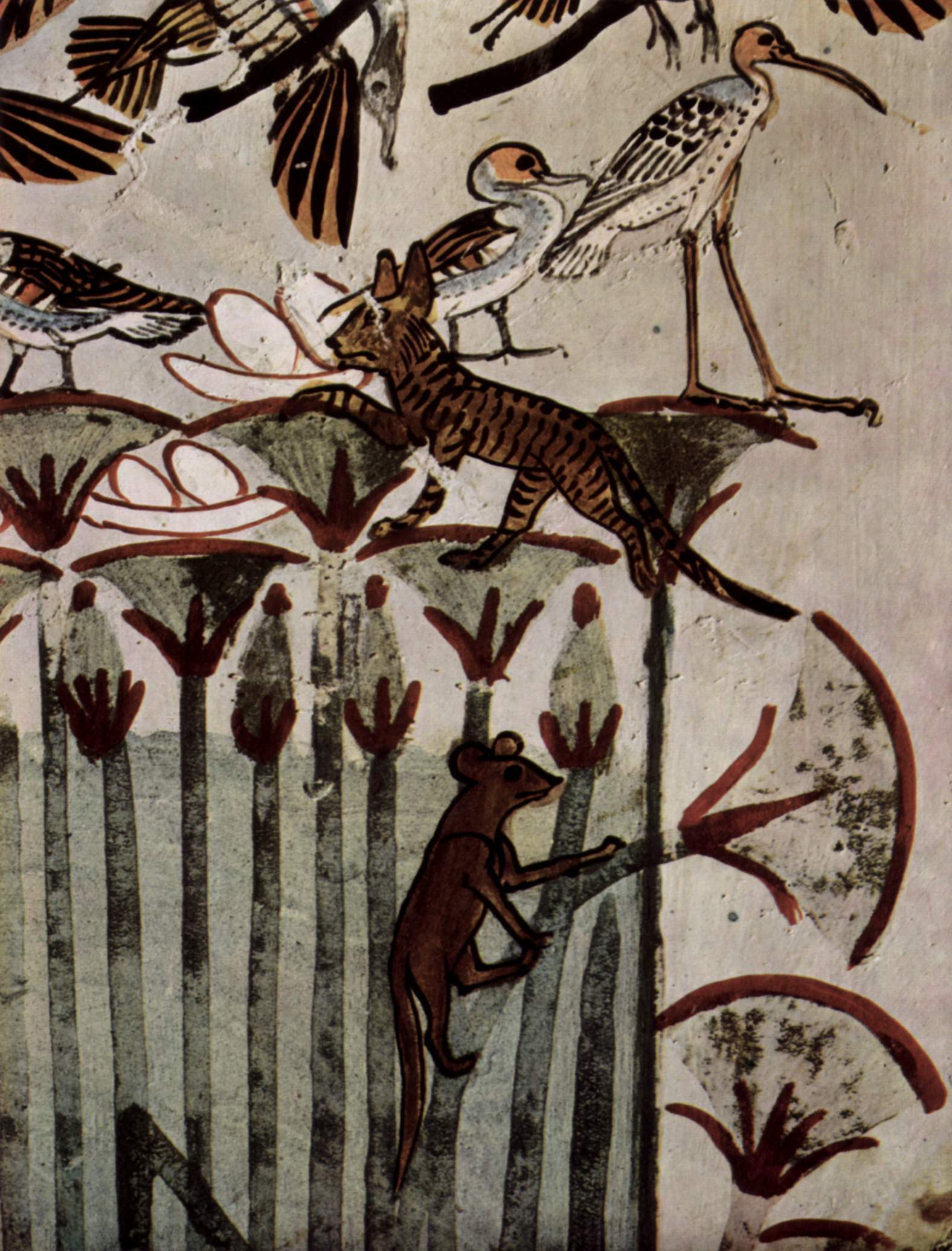
Nástěnná malba z hrobky egyptského písaře Menny – kočka a promyka